# Desa Segarajaya
Desa Segarajaya är en administrativ by i Indonesien.   Den ligger i provinsen Jawa Barat, i den västra delen av landet, 22 km nordost om huvudstaden Jakarta.